# C/1807 R1
 C/1807 R1 (również Wielka Kometa z roku 1807) – kometa długookresowa, którą można było obserwować gołym okiem w 1807 roku. Prawdopodobnie wróci w okolice Słońca.

## Odkrycie i obserwacje komety
Kometę zaobserwował po raz pierwszy 9 września 1807 roku mnich zakonu augustianów o imieniu Parisi w mieście Castrogiovanni (obecnie Enna) we Włoszech. 19 września tegoż roku przeszła ona przez peryhelium swej orbity. Kometa określana była jako „wielka” ze względu na dużą jasność wizualną.

## Orbita komety
C/1807 R1 porusza się po orbicie w kształcie bardzo wydłużonej elipsy o mimośrodzie 0,995. Peryhelium znajdowało się w odległości 0,65 j.a. od Słońca. Nachylenie jej orbity do ekliptyki wynosi 63,2˚.